# كونستانس نادين
كونستانس كارولين وودهيل نادين (بالإنجليزية: Constance Naden)‏ (24 يناير 1858- 23 ديسمبر 1889) هي كاتبة إنجليزية وشاعرة وفيلسوفة. درست الفلسفة والعلوم وكتبت وحاضرت فيهما، ونشرت مجلدين من الشعر. نُشرت بعض أعمالها مجمعة بعد وفاتها بعمر صغير يناهز الواحد وثلاثون عامًا. وتكريمًا لها، استحدث روبرت لوينس وسام كونستانس نادين إضافة لصنع تمثال نصفي لها نُصب في كلية ماسون للعلوم (جامعة بيرمنغهام حاليًا). اعتبرها وليام إيوارت غلادستون واحدة من أهم الشاعرات للقرن التاسع عشر.

## حياتها المبكرة
وُلدت كونستانس نادين في 24 يناير 1858 في طريق 15 فرانسيس في إدغبستون، بيرمنغهام، إنجلترا لوالديها كارولين آن وودهيل التي توفيت بعد أن أنجبتها بأسبوعين، وثوماس نادين، معماري ورئيس لجمعية بيرمنغهام للعمارة. نشأت في رعاية والدي أمها، كارولين ويوشيا وودهيل، منذ أن بلغت الثانية عشر من عمرها وحتى وفاة أجدادها. عاش أجداد نادين المعمدانيون وواسعو الاطلاع في بيت في باكينهام، إدغبستون. عاش والدها أيضًا مع عائلة وودهيل لعدة أعوام. أُرسلت نادين وهي في عمر الثامنة إلى مدرسة توحيدية خارجية، حيث طورت مهارتها في الرسم. أرسلت بعض لوحاتها إلى جمعية بيرمنغهام للفنانين، وقُبلت أحدها كانت بعنوان (عش الطيور والزهور البرسة) لتُعرض في معرض الربيع للجمعية في عام 1878.

## تعليمها
نمى اهتمامها بالفلسفة واللغات والعلوم. وفي عام 1879، التحقت نادين بمعهد بيرمنغهام وميدلاند لدراسة علم النبات والفرنسية، والتحقت بكلية ماسون للعلوم من عام 1881 وحتى 1887 لدراسة الفيزياء والجيولوجيا والكيمياء وعلم النفس وعلم الحيوان. أصبحت أيضًا عضوًا في جمعية بيرمنغهام للتاريخ الطبيعي. وكانت محررة في مجلة كلية ماسون.
منذ أواخر سبعينيات القرن التاسع عشر وما بعدها، طورت نادين فلسفة تُدعى المثالية المادية بالاشتراك مع روبرت لوينس،  وهو دكتور في الطب، قابلته أول مره في عام 1876 وراسلته لبقية حياتها. ينص المبدأ الأساسي لهذه الفلسفة على أن «الرجل هو المسؤول عن صنع أكوانه الخاصة به، وجميع تصوراته- حتى تلك التي تبدو أنها تمثل أشياءً راسخة وموسعة وخارجية- لها وجود شخصي فحسب، ومحدودةً بقيود تشكلها شخصية وظروف كينونته العاطفية». كانت مهتمة بمفهوم هيربرت سبنسر للفلسفة التوحيدية التي سعت لتفسير الكون عبر مبادئ التطور. يقارن سبنسر في عمله الكائن الاجتماعي (1860) بين المجتمع والكائن الحي ويُجادل بأنه كما تتطور الكائنات الحية البيولوجية عبر الانتخاب الطبيعي، فإن المجتمعات تتطور وتزداد بتعقيد من خلال عمليات مشابهة. اتفقت نادين مع ذلك، إذ أن موضوع الوحدة كان أساس المثالية المادية، والتي تسعى الربط بين المادية والمثالية والشعر والعلوم والنفس وغيرها.

## مهنة الكتابة وحياة البالغين
في عام 1881، نشرت نادين أول مجلد شعر لها تحت عنوان أغاني وسوناتات وقت الربيع. والتي كانت مجموعة متنوعة، وكان وصف السوناتات المتتالية خاصتها لتغير الفصول ملحوظًا بشكل خاص. في عام 1885، فازت «بجائزة باكستون» لمقالة عن جيولوجيا المقاطعة. نشرت مجلدًا ثانيًا من الشعر بعنوان حوار معاصر، جوهر الحياة، قصة كلاريس، وقصائد أخرى في عام 1887. ظهرت أفضل قصائدها المعروفة في هذا المجلد، «الشهوانية التطورية»، والتي كُتبت من منظور أنثروبولوجي دعابي حول العلاقات البشرية، باستخدام نظرية داروين في الانتقاء الجنسي كأساس لها. كتب أيضًا في مجلة العلوم والمعرفة ودورية الملحدين ومجلات دورية أخرى. ألفت العديد من مقالاتها العلمية والفلسفية تحت توقيع سي إن وسي أ وكونستانس أردين.
كذلك في عام 1887، فازت بوسام «هيسلوب» الذهبي لمقالتها، الحث والإستنباط. توفيت جدتها وودهيل في 21 يونيو 1887 وورثت عنها ثروة معقولة، والتي سمحت لها بالسفر إلى القسطنطينية (إسطنبول) وفلسطين  والهند ومصر برفقة صديقتها مادلين دانييل التربوية والمدافعة عن حقوق المرأة بالتعليم العالي. أصبحت مهتمة بالمجتمع الهندي أثناء وجودها في الهند، وخاصة فيما يتعلق بالمساواة ومكانة المرأة.
عادت إلى إنجلترا في يونيو 1888 حيث اشترت منزلًا في شارع بارك، ميدان غروسفينور، والذي شاركته مع دانييل. جمعت تمويلًا للسماح للنساء الهنديات بدراسة الطب وأصبحت عضوًا في الجمعية الهندية الوطنية. وانضمت للجمعية الأرسطية، وحاولت تشكيل جمعية سبنسر، وانضمت للعديد من الجمعيات ذات الأهداف الخيرية. في 22 أكتوبر 1889، أوصلت خطابًا عن مبادئ السيد سبنسر في علم الاجتماع إلى القسم الاجتماعي في كلية ماسون. وتحدثت أيضًا عن الحاجة لحق النساء بالاقتراع في الأحداث الجماهيرية، كما سُجل في تقارير صحيفة بيني النسائية.
وُصفت نادين بأنها
بسيطة وطويلة، ذات وجه رقيق و«عينان زرقاوان رماديتان صافيتان.» كانت نشطة ومنظمة في عاداتها. وكانت تمتلك صوتًا جهوريًا ورباطة جأش في الخطابات الجماهيرية.
كانت تميل نحو العدوانية والسخرية في النقاشات، ولكنها كانت محبوبة وذات شخصية ودية وانتقائية لأصدقائها.

## مرضها ووفاتها

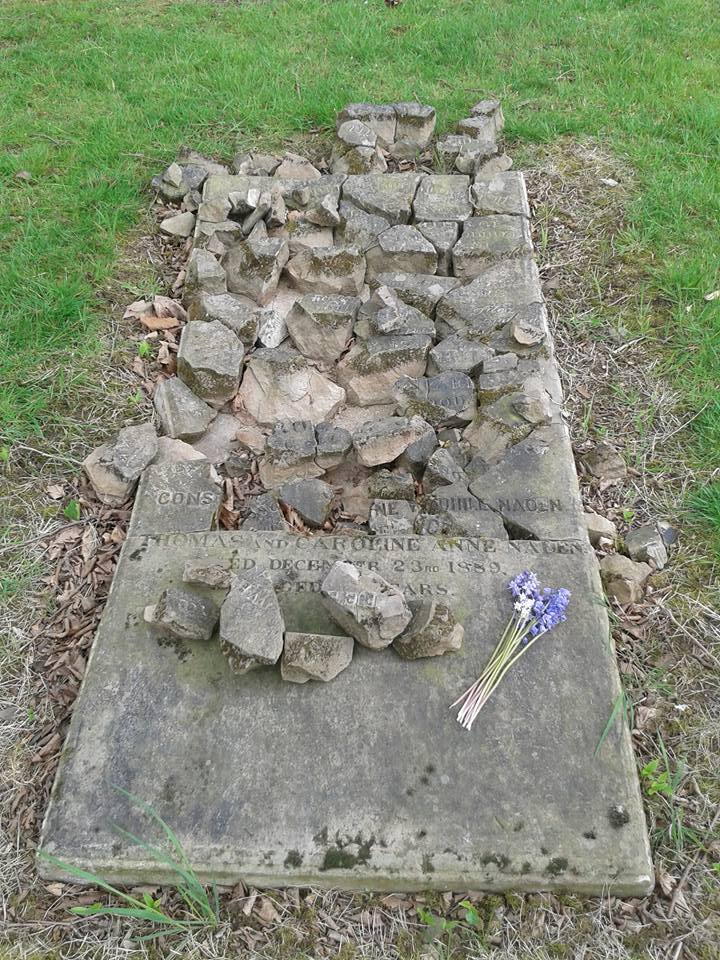
قبر كونستانس ندين

في عام 1889، شُخصت بالتهاب أكياس المبايض وتطلب ذلك إجراء عملية جراحية⸵ في 5 ديسمبر أجرى لاوسون تايت العملية، وبينما كانت ناجحة في البداية، توفيت في 23 ديسمبر بسبب التهاب ذو صلة. كتبت نادين في رسالتها الأخيرة لروبرت لوينس تفاصيلًا عن ظروف العملية الجراحية ومخاوفها المتعلقة بها، وطُبعت الرسالة على الصفحات الافتتاحية لمجموعة مقالاتها في عام 1891 المزيد من آثار كونستانس نادين. دُفنت في مقبرة كي هيل المنعزلة في بيرمنغهام. دُمر شاهد القبر على مدار القرن العشرين، وفي سبتمبر 2017، أُطلقت حملة لاستبداله بتذكار ملائم أكثر. أُقيم حفل خاص لاستبدال الشاهد في يوم السبت 11 مايو 2019. 

## تخليد الذكرى
أثنى روبرت لوينس على نادين بعد وفاتها لكتاباتها الفلسفية، وأشاد وليام إيوارت غلادستون بمساهماتها في الشعر ودعمها لقضية حق المرأة في الاقتراع في نشرات النساء الدورية و«وجهة نظرها الشاملة عن الخلود»، وصنفها ضمن أفضل شاعرات القرن التاسع عشر. استحدث لوينس وسام كونستانس نادين في جامعة ماسون تكريمًا لها، والذي يُمنح سنويُا، قديمًا «لأفضل متنافس في المقالات الفلسفية» وحاليًا لأفضل أطروحة في درجة الماجستير في كلية الفنون بجامعة بيرمنغهام. أمر لوينس أيضًا بصنع تمثال نصفي لنادين والذي قدمه لكلية ماسون. يرتكز التمثال على قاعدة من ثلاث كتب، والتي نُقش على مقدماتها « أغاني وسوناتات وقت الربيع وحوار معاصر، جوهر الحياة، إلخ.» و«الحث والإستنباط والمثالية المادية» في مؤخرتها. وُضع التمثال في البداية في مكتبة الكلية. وبعد أن أصبحت كلية ماسون جامعة بيرمنغهام في عام 1900، وُضع التمثال النصفي في غرفة القراءة في مكتبة الأبحاث.
في 14 ديسمبر 2009، قدمت جمعية بيرمنغهام المدنية لوحة تأبين زرقاء والتي كشف عنها عمدة المدينة. وتقع في باكينهام موطن طفولتها، منزل 20 في شارع شارلوت، إدغبستون. يُذكر في النقش «كونستانس نادين 1858- 1889 شاعرة وعالمة وفيلسوفة عاشت هنا أغلب حياتها.»
تُشارك والدة نادين وأجدادها بالولادة قبرها في مقبرة كي هيل. دُمر الشاهد خلال القرن عشرين ودفنه مجلس البلدية إلى جانب تذكارات أخرى في تلك المنطقة⸵ في عام 2010، حفر أصدقاء للمقبرة الشاهد ولكنه بقي غير قابلًا للقراءة. في 11 مايو 2019، عقب حملة جمع تبرعات ناجحة قامت بها مؤسسة كونستانس نادين، أُقيم حفل تأبين بمناسبة وضع شاهد قبر نادين الجديد. أعاد الشاهد الجديد نص الشاهد القديم ولكن لفت انتباهًا إضافيًا لإنجازات نادين بكلمات «شاعرة وفيلسوفة وفنانة وعالمة» نُقشت حديثًا على قمة الشاهد إلى جانب نص سطر من قصيدتها لهام 1881 «أغنية الخلود للمؤمنين» « لأن الأرض ليست هكذا كما لو لم تكن كذلك».

## منشوراتها بعد وفاتها
نُشرت لها ثلاثة كتب بعد وفاتها، الحث والاستنباط ومقالات أخرى (1890) و المزيد من آثار كونستانس نادين (1891) والأعمال الشعرية الكاملة لكونستانس نادين (1894). علق هيربرت سبنسر، والذي كان مؤثرًا علميًا وفلسفيًا هامًا في أعمالها، بقوله «لا يمكنني التفكير في أي امرأة، سوى جورج إليوت، والتي امتلكت اتحادًا من الاستيعاب الفلسفي العالي والإدراك الموسع. بلا أدنى شك، كان ذكاؤها الفطن سيفعل الكثير لتنمية الفكر العقلاني⸵ وكان في وفاتها خسارة كبيرة.»

## الاستقبال النقدي
تلقى شعر نادين اهتمامًا متزايدًا منذ ثمانينيات القرن العشرين، عندما سعى الناس لإعادة أصوات النساء المفقودة. ظهرت العديد من المنح الدراسية تكريمًا لحياتها وعملها، بتركيز خاص على التفاعل بين الأدب والعلوم في أعمالها، وعلاقتها بالفكر الحر وأفكارها النسوية. نشرت كلير ستانثورب مراجعة عامة لأول ثلاثة عقود من الكتابات النقدية حول نادين، والتي اقترحت فيها أيضًا سبلًا لأبحاث مستقبلية.